# Nation indivisible
Nation indivisible (hébreu : עם שלם, Am Shalem) est un parti politique israélien fondé le 14 avril 2011 par le représentant à la Knesset Haïm Amsalem, cinq mois après son expulsion du Shass. Le parti tient son nom de la traduction hébraïque de son titre[pas clair]. Le parti est présidé par Moshe Tzafarti.
Il entend participer aux élections pour la 19e session de la Knesset, sur une base laïque-religieuse unitaire. Ses buts principaux sont de concilier les points de vue religieux et laïcs, de séparer la religion de la politique mais non de l'État, d'encourager le courant haredi à rejoindre cette force de proposition, de faire campagne contre la ségrégation communale au sein des communautés haredim et de soutenir les conversions au sein de Tsahal. Le parti se prépare à lancer son « Opération dix mille » afin de faire adhérer 10 000 nouvelles personnes au parti.